# Aeroport de Benina
L 'aeroport internacional de Benina (àrab: مطار بنينة الدولي, maṭār Banīna ad-duwalī) (codi IATA: BEN, codi OACI: HLLB) és l'aeroport principal de la ciutat de Bengasi, a Líbia. Està situat a la localitat de Benina, a 19 km a l'est de Bengasi, de la qual pren el seu nom (Ben gasificació  In  ternational  A  irport). L'aeroport és operat per l'Oficina d'Aviació Civil i meteorologia de Líbia, i és el segon aeroport més gran del país després de l'Aeroport Internacional de Trípoli. L'Aeroport Internacional de Benina és també el hub secundari de Buraq Air i de l'aerolínia de bandera Libyan Airlines. Les seves pistes van ser inutilitzades i destruïdes el 22 de febrer de 2011 a conseqüència de la repressió estatal durant les revoltes antigovernamentals, al sospitar les forces pro Gaddafi que en l'aeroport hi havia una gran concentració de dissidents.

## Línies aèries i destinacions
Nota:  Tots els vols van ser suspesos fins a nova ordre degut a la Guerra Civil Líbia, avui en dia, s'ha aixecat aquesta prohibició.
| Aerolínies                            | Destinacions |
| ------------------------------------- | --- |
| Afriqiyah Airways                     | Alexandria-Borg el Arab, Amman-Queen Alia, Dubai, Khartoum, Misrata, Sebha, Sfax, Tripoli, Tunis                                              |
| Air Malta                             | Malta |
| Buraq Air                             | Istanbul-Atatürk, Tripoli, Tunis |
| EgyptAir                              | Cairo |
| EgyptAir operated by EgyptAir Express | Alexandria-Borg el Arab |
| Ghadames Air Transport                | Tunis |
| Libyan Airlines                       | Alexandria-Borg el Arab, Amman-Queen Alia, Cairo, Casablanca, Istanbul-Atatürk, Kufra, Misrata, Sebha, Sfax, Tripoli, Tunis Temporada: Jeddah |
| Qatar Airways                         | Doha |
| Royal Jordanian                       | Amman-Queen Alia |
| Syphax Airlines                       | Sfax |
| Tunisair                              | Tunis |
| TunisAir Express                      | Sfax |
| Turkish Airlines                      | Istanbul-Atatürk |